# Ꚛ
Ꚛ (minuscule ꚛ), appelé o à croix, est une  lettre de l’alphabet cyrillique utilisée en vieux-slave du XVe au XVIIe siècle.

## Représentations informatiques
L’o à croix peut être représenté avec les caractères Unicode (latin étendu D) suivants :
| formes    | représentations | chaînes de caractères | points de code | descriptions                          |
| --------- | --------------- | --------------------- | -------------- | ------------------------------------- |
| capitale  | Ꚛ               | Ꚛ                     | U+A69A         | lettre majuscule cyrillique o à croix |
| minuscule | ꚛ               | ꚛ                     | U+A69B         | lettre minuscule cyrillique o à croix |